# Ярославская колотушка
«Ярославская колотушка» — русский литературно-художественный сатирический журнал, издававшийся в 1906—1908 годах в Ярославле, выпускался в типографии наследников Э. Г. Фалька.
Журнал «Ярославская колотушка» состоял из восьми страниц (полос), чёткой структуры изложения материала не имел.
На первой полосе журнала обязательно помещалась карикатура на то или иное политическое событие или политически значимую фигуру либо карикатурная заставка, часто изображавшая старика с колотушкой на фоне ночного города. Иногда внизу такой заставки помещалось двустишие Е. Г. Матвеева: «Но как бы ночь ни длилась и небо не темнело, а всё рассвета нам не миновать».
На второй, а иногда и на третьей полосе журнала, как правило, помещался текст «от редакции» или политический фельетон. Остальную часть журнала занимали собственно карикатуры, анекдоты («гвозди»), политические стишки, басни или сатирические размышления о политической ситуации в стране.
Особую группу текстовых элементов журнала представляли занимавшие 1/16 часть полос объявления сатирического и рекламного характера. Рекламные объявления дают информацию о подписке на новые издания или представляют собой анонс постановок Ярославского драматического театра им. Волкова. Сатирические объявления представляют собой критику «на злобу дня», например «Уроки терпения дают барышни ярославского телефона» — это объявление, видимо, подразумевает постоянный психологический дискомфорт служащих неавтоматических телефонных станций. В первом номере журнала издатель Виктор Куприянов (ул. Власьевская, дом Катц) поместил сатирический некролог: «С прискорбием извещаю родных и знакомых, что я состою редактором сатирического журнала „Ярославская колотушка“». Интересными были выполненные в стиле карикатуры объявления «Колбасная Г. И. Либкенъ в Ярославле».

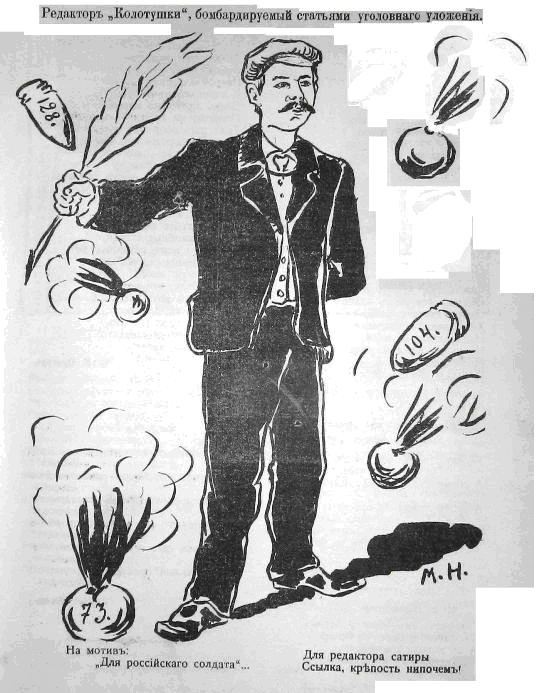
Куприянов В. Г.

На протяжении своего издания журнал конфисковался три раза, против самого редактора было возбуждено по меньшей мере два уголовных (следственных) и одно судебное (гражданское) дело. Пятый номер журнала (1906) был конфискован ночью, без санкции прокурора, по непосредственному приказу городского головы Чистякова. На десятый номер журнала (1906) был наложен арест «…за помещение в этом номере трёх карикатур и одного рассказа». Против издателя было возбуждено уголовное дело на основании 104-й и 128-й статей Уголовного уложения 1903 года. В 13-м номере (1906) издатель указывает на то, что в дело была добавлена 73-я статья уголовного уложения.
В 16 номере журнала (1906) был помещён полный текст постановления вице-губернатора В. Кисловского от 19 августа 1906 года, по которому в 15-м номере журнала были усмотрены «признаки преступления, предусмотренные п. „В“ ст. 5 отд. VIII зак. 24 ноября 1905 года…». Вице-губернатор постановил «…наложить запрет на все экземпляры № 15 журнала „Колотушка“ и препроводить один экземпляр журнала в распоряжение прокурора ярославского областного суда на предмет привлечения редактора-издателя В. Г. Куприянова к судебной ответственности».
В номерах 11 и 16 были повторены материалы конфискованных номеров 10 и 15, по видимому, с редакторскими правками.
В разное время с журналом сотрудничали писатель Ф. К. Сологуб, журналист Машков М.В. (под псевдонимом Миша Седенький) и художник М. В. Несытов.
- 1906 г.: № 1 (23 апреля) — 27 (без даты).
- 1907 г.: № 1—10.
- 1908 г.: № 1—2.